# Pseudocalyx saccatus
Pseudocalyx saccatus är en akantusväxtart som beskrevs av Ludwig Radlkofer. Pseudocalyx saccatus ingår i släktet Pseudocalyx och familjen akantusväxter. Inga underarter finns listade i Catalogue of Life.